# Gran Premi dels Països Baixos del 1969
Resultats del Gran Premi dels Països Baixos de Fórmula 1 de la temporada 1969, disputat al circuit de Zandvoort, el 21 de juny del 1969.

## Resultats
| Pos | No | Pilot                | Equip          | Voltes | Temps/ Retirada | Pos. de sortida | Punts |
| --- | -- | -------------------- | -------------- | ------ | --------------- | --------------- | ----- |
| 1   | 4  | Jackie Stewart       | Matra - Ford   | 90     | 2h 06' 42. 08   | 2               | 9     |
| 2   | 10 | Jo Siffert           | Lotus - Ford   | 90     | + 24.52 s       | 10              | 6     |
| 3   | 8  | Chris Amon           | Ferrari        | 90     | + 30.51 s       | 4               | 4     |
| 4   | 7  | Denny Hulme          | McLaren - Ford | 90     | + 37.16 s       | 7               | 3     |
| 5   | 12 | Jacky Ickx           | Brabham - Ford | 90     | + 37.67 s       | 5               | 2     |
| 6   | 11 | Jack Brabham         | Brabham - Ford | 90     | + 1' 10.81 min. | 8               | 1     |
| 7   | 2  | Graham Hill          | Lotus - Ford   | 88     | + 2 Voltes      | 3               |       |
| 8   | 5  | Jean Pierre Beltoise | Matra - Ford   | 87     | + 3 Voltes      | 11              |       |
| 9   | 14 | John Surtees         | BRM            | 87     | + 3 Voltes      | 12              |       |
| 10  | 18 | Vic Elford           | McLaren - Ford | 84     | + 6 Voltes      | 15              |       |
| Ret | 17 | Silvio Moser         | Brabham - Ford | 54     | Encesa          | 14              |       |
| Ret | 6  | Bruce McLaren        | McLaren - Ford | 24     | Suspensions     | 6               |       |
| Ret | 2  | Jochen Rindt         | Lotus - Ford   | 16     | Paliers         | 1               |       |
| Ret | 16 | Piers Courage        | Brabham - Ford | 12     | Embragatge      | 9               |       |
| Ret | 15 | Jackie Oliver        | BRM            | 9      | Caixa canvi     | 13              |       |

## Altres
- Pole: Jochen Rindt 1' 20. 85

- Volta ràpida: Jackie Stewart 1' 22. 94 (a la volta 5)